# Галда де Сус (Алба)
Галда де Сус (рум. Galda de Sus) насеље је у Румунији у округу Алба у општини Галда де Жос. Oпштина се налази на надморској висини од 340 m.

## Становништво
Према подацима из 2002. године у насељу је живело 449 становника, од којих су сви румунске националности.